# Cavalese
Cavalese is een gemeente in de Italiaanse provincie Trente (regio Trentino-Zuid-Tirol) en telt 3819 inwoners (31-12-2004). De oppervlakte bedraagt 45,4 km², de bevolkingsdichtheid is 84 inwoners per km².
De volgende frazioni maken deel uit van de gemeente: Masi di Cavalese, Cavazzal.

## Demografie
Cavalese telt ongeveer 1676 huishoudens. Het aantal inwoners steeg in de periode 1991-2001 met 2,6% volgens cijfers uit de tienjaarlijkse volkstellingen van ISTAT.
| Jaar | Inwoneraantal |
| ---- | ------------- |
| 1991 | 3553          |
| 2001 | 3647          |

## Geografie
Cavalese grenst aan de volgende gemeenten: Varena, Tesero, Daiano, Carano, Castello-Molina di Fiemme, Pieve Tesino.

## Ongevallen
In de vallei van Cavalese zijn twee dodelijke kabellift-incidenten geweest. Het eerste, waarbij 42 mensen omkwamen, vond plaats op 9 maart 1976. Het tweede was op 3 februari 1998 en eiste 20 mensenlevens.
Bij het eerste en zwaarste ongeval brak de kabel door waardoor de liftbak 200 meter naar beneden viel. Er kwamen 15 kinderen en 27 volwassenen om, van wie de meesten uit de Duitse stad Hamburg kwamen. Als bij een wonder overleefde een 14-jarig meisje.
Bij het tweede ongeval zat de oorzaak niet in de lift. Een Amerikaans vliegtuig vloog veel te laag en raakte met een uiteinde van een vleugel de kabel van de lift. Hierdoor lieten 20 mensen het leven, onder wie vijf Belgen en een Nederlander. De anderen waren acht Duitsers, twee Polen, drie Italianen en een Oostenrijker. De piloot van het toestel kreeg zes maanden schorsing maar werd later volledig vrijgesproken door de krijgsraad. In 2008 liet hij weten eerherstel te willen.
Na het ongeval in 1998 werd een nieuwe kabellift gebouwd die - in plaats van in een rechte lijn over de vallei - met een tussenstop over de vallei gaat.

## Geboren
- Giovanni Antonio Scopoli (1723-1788), arts en bioloog
- Benedetto Riccabona de Reichenfels (1807-1879), bisschop van Verona en prins-bisschop van Trente
- Giorgio Vanzetta (1959), langlaufer
- Cristian Zorzi (1972), langlaufer
- Lidia Trettel (1973), snowboardster
- Cristian Deville (1981), alpineskiër

## Galerij

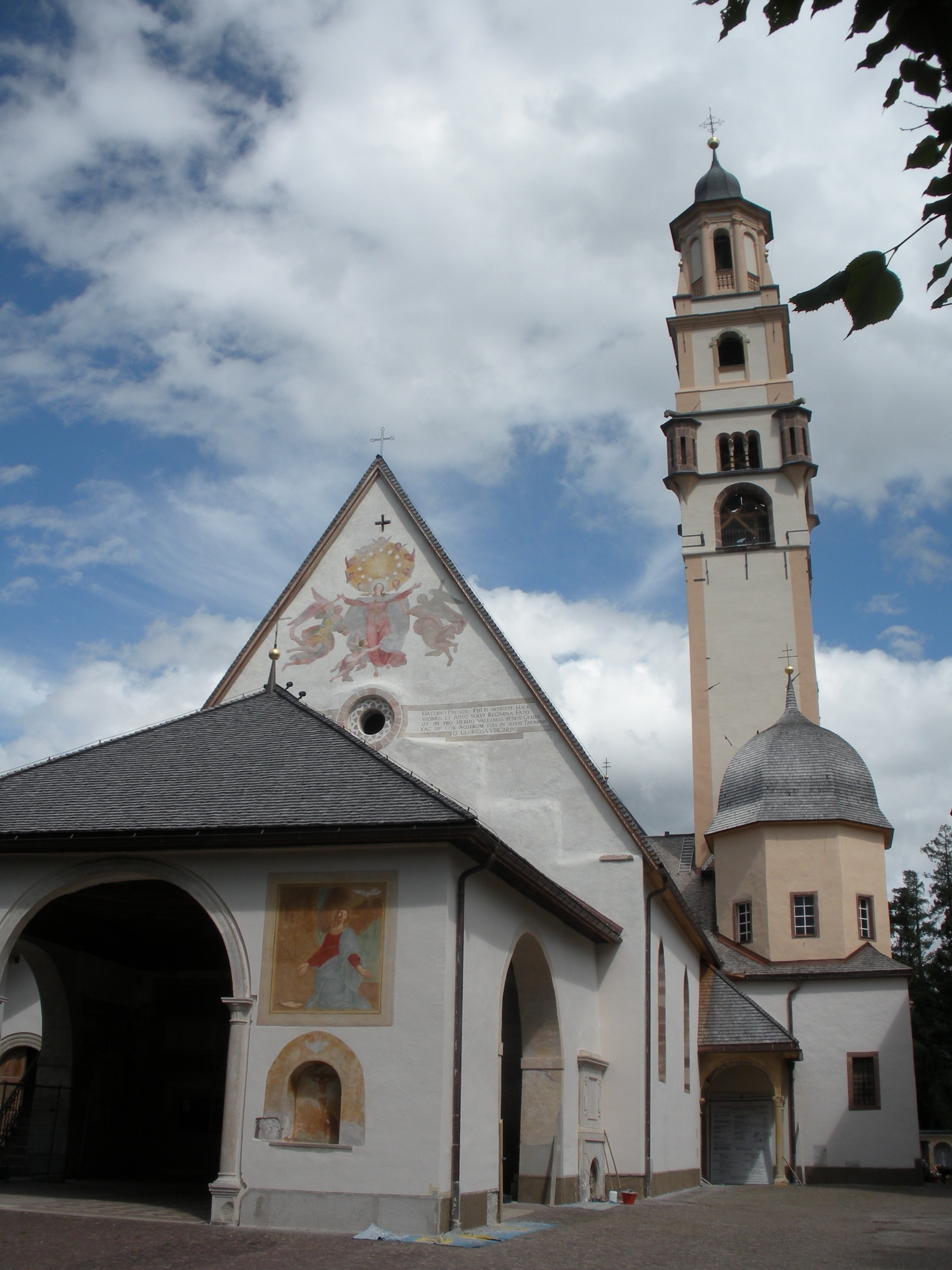
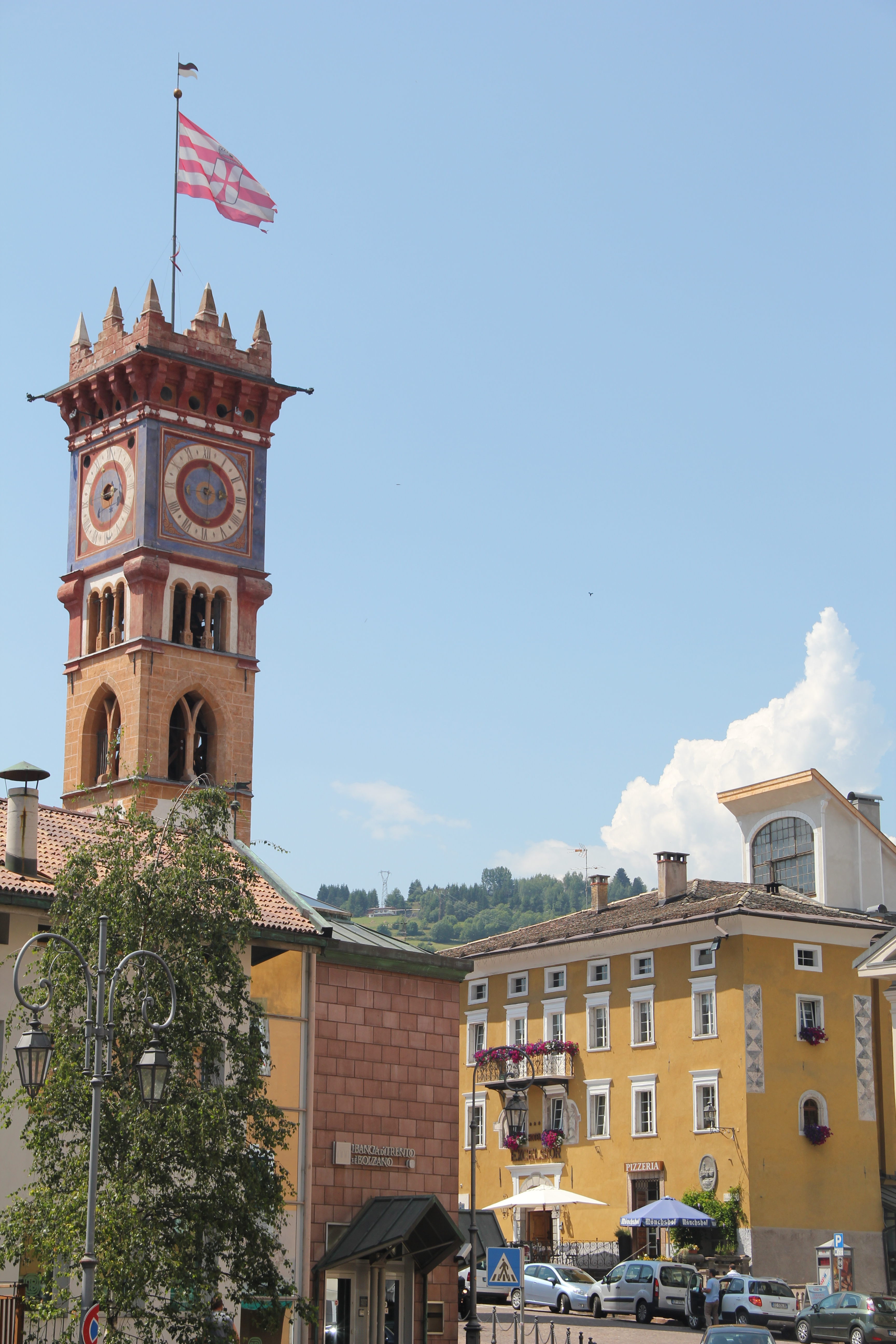
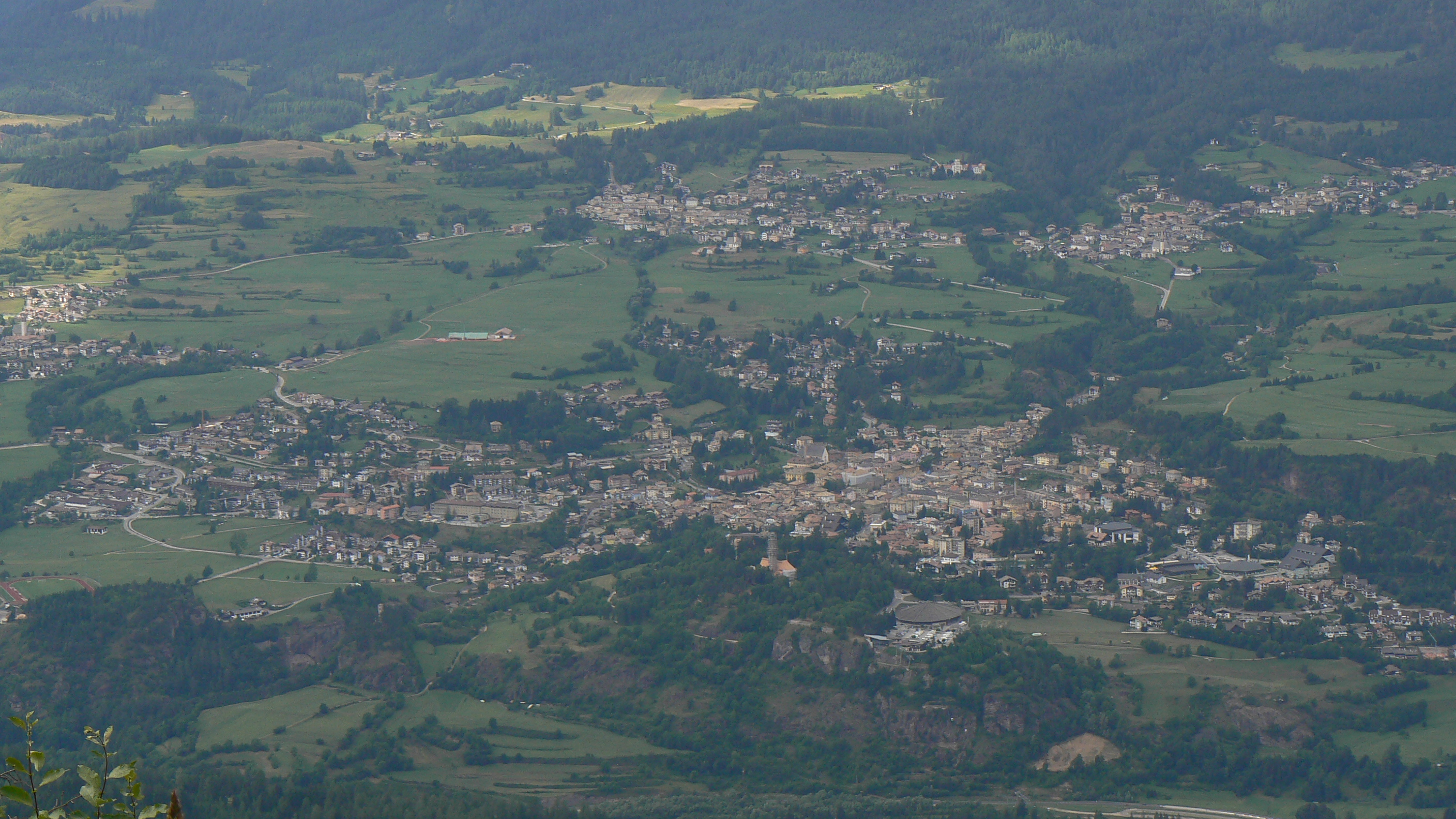
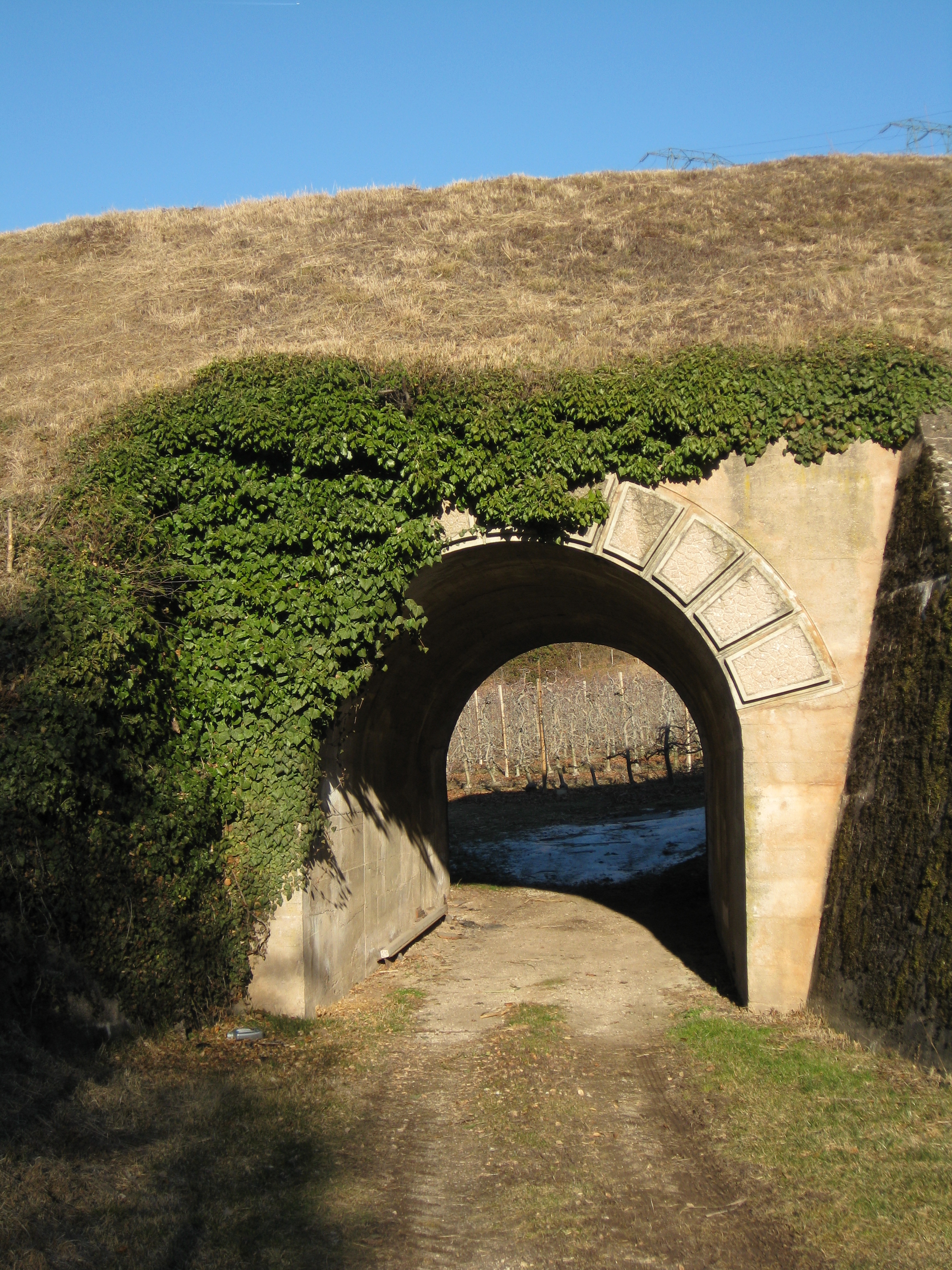

Ala · Albiano · Aldeno · Amblar · Andalo · Arco · Avio · Baselga di Piné · Bedollo · Bersone · Besenello · Bezzecca · Bieno · Bleggio Superiore · Bocenago · Bolbeno · Bondo · Bondone · Borgo d’Anaunia · Borgo Valsugana · Bosentino · Breguzzo · Brentonico · Bresimo · Brione · Caderzone Terme · Calceranica al Lago · Caldes · Caldonazzo · Calliano · Campitello di Fassa · Campodenno · Canal San Bovo · Canazei · Capriana · Carano · Carisolo · Carzano · Castel Condino · Castello Tesino · Castello-Molina di Fiemme · Castelnuovo · Cavalese · Cavareno · Cavedago · Cavedine · Cavizzana · Cembra · Centa San Nicolò · Cimego · Cimone · Cinte Tesino · Cis · Civezzano · Cles · Comano Terme · Commezzadura · Concei · Condino · Coredo · Croviana · Cunevo · Daiano · Dambel · Daone · Darè · Denno · Dimaro Folgarida · Don · Dorsino · Drena · Dro · Faedo · Fai della Paganella · Faver · Fiavè · Fiera di Primiero · Fierozzo · Flavon · Folgaria · Fornace · Frassilongo · Garniga Terme · Giovo · Giustino · Grauno · Grigno · Grumes · Imer · Isera · Ivano-Fracena · Lardaro · Lavarone · Lavis · Levico Terme · Lisignago · Livo · Lona-Lases · Luserna · Madruzzo · Malè · Massimeno · Mazzin · Mezzana · Mezzano · Mezzocorona · Mezzolombardo · Moena · Molina di Ledro · Molveno · Montagne · Mori · Nago-Torbole · Nanno · Nave San Rocco · Nogaredo · Nomi · Novaledo · Novella · Ospedaletto · Ossana · Padergnone · Palù del Fersina · Panchià · Peio · Pellizzano · Pelugo · Pergine Valsugana · Pieve Tesino · Pieve di Bono · Pieve di Ledro · Pinzolo · Pomarolo · Praso · Predazzo · Preore · Prezzo · Rabbi · Ragoli · Riva del Garda · Romeno · Roncegno · Ronchi Valsugana · Roncone · Ronzo-Chienis · Ronzone · Rovereto · Roverè della Luna · Ruffrè · Rumo · Sagron Mis · Samone · San Lorenzo in Banale · San Michele all'Adige · San Giovanni di Fassa · Sant'Orsola Terme · Sanzeno · Sarnonico · Scurelle · Segonzano · Sfruz · Siror · Smarano · Soraga di Fassa · Sover · Spera · Spiazzo · Spormaggiore · Sporminore · Stenico · Storo · Strembo · Strigno · Taio · Tassullo · Telve · Telve di Sopra · Tenna · Tenno · Terlago · Terragnolo · Terres · Terzolas · Tesero · Tiarno di Sopra · Tiarno di Sotto · Tione di Trento · Ton · Tonadico · Torcegno · Trambileno · Transacqua · Trente · Tres · Tuenno · Valda · Valfloriana · Vallarsa · Varena · Vattaro · Vermiglio · Vervò · Vezzano · Vignola-Falesina · Vigo Rendena · Vigolo Vattaro · Villa Agnedo · Villa Lagarina · Villa Rendena · Volano · Zambana · Ziano di Fiemme · Zuclo
1. ↑  https://demo.istat.it/?l=it.